# Leonowicze
Leonowicze – wieś w Polsce położona w województwie podlaskim, w powiecie białostockim, w gminie Michałowo. 
W latach 1975–1998 miejscowość administracyjnie należała do województwa białostockiego.
Wierni kościoła rzymskokatolickiego należą do parafii Przemienienia Pańskiego w Jałówce, a prawosławni do parafii Podwyższenia Krzyża Świętego w Jałówce.